# Fuerte de San García
El Fuerte de San García se encuentra situado en la ciudad de Algeciras y era uno de los numerosos fuertes construidos durante el siglo XVIII para defender la costa del Estrecho de Gibraltar de incursiones británicas tras la conquista de la ciudad de Gibraltar en 1704 por parte del Reino Unido. Esta instalación se encuentra en la Punta de San García, al sur de la ciudad, y actualmente está integrado dentro del Parque del Centenario como yacimiento arqueológico.

## Arquitectura
El fuerte de San García  fue construido en la década de 1730 y controlaba el paso de embarcaciones desde la cala de Getares a la Playa de El Chinarral y posteriormente a la ciudad de Algeciras por el sur.
Se encontraba defendido por tierra por dos baluartes con un camino de ronda interior para los centinelas; los costados estaban protegidos por una gruesa muralla en el lado sur, el más accesible mientras que por el norte limitaba con el acantilado, en ambos lados sendos baluartes (semibaluartes) defendían la posición.
A levante se encontraban las dos baterías artilladas circulares, una de ellas cruzaba fuego con el cercano Fuerte de Punta Carnero situado al sur de la posición y la otra con las baterías del Fuerte de Isla Verde, de este modo la acción conjunta de todos los fuertes de costa era capaz no de evitar pero sí de ralentizar la llegada de flotas enemigas a la ciudad de Algeciras así como entorpecer la retirada. Las baterías se encontraban en el borde del acantilado y tras ellas un espaldón con la función de evitar que las balas de artillería enemigas llegasen a los cuarteles. Se encontraban artilladas con hasta cinco cañones de a 24, uno de a 18 capaces de abrir fuego hacia el sudeste, este y nordeste y dos morteros cuya función era evitar el desembarco en la costa bajo el fuerte donde los cañones no podían abrir fuego.

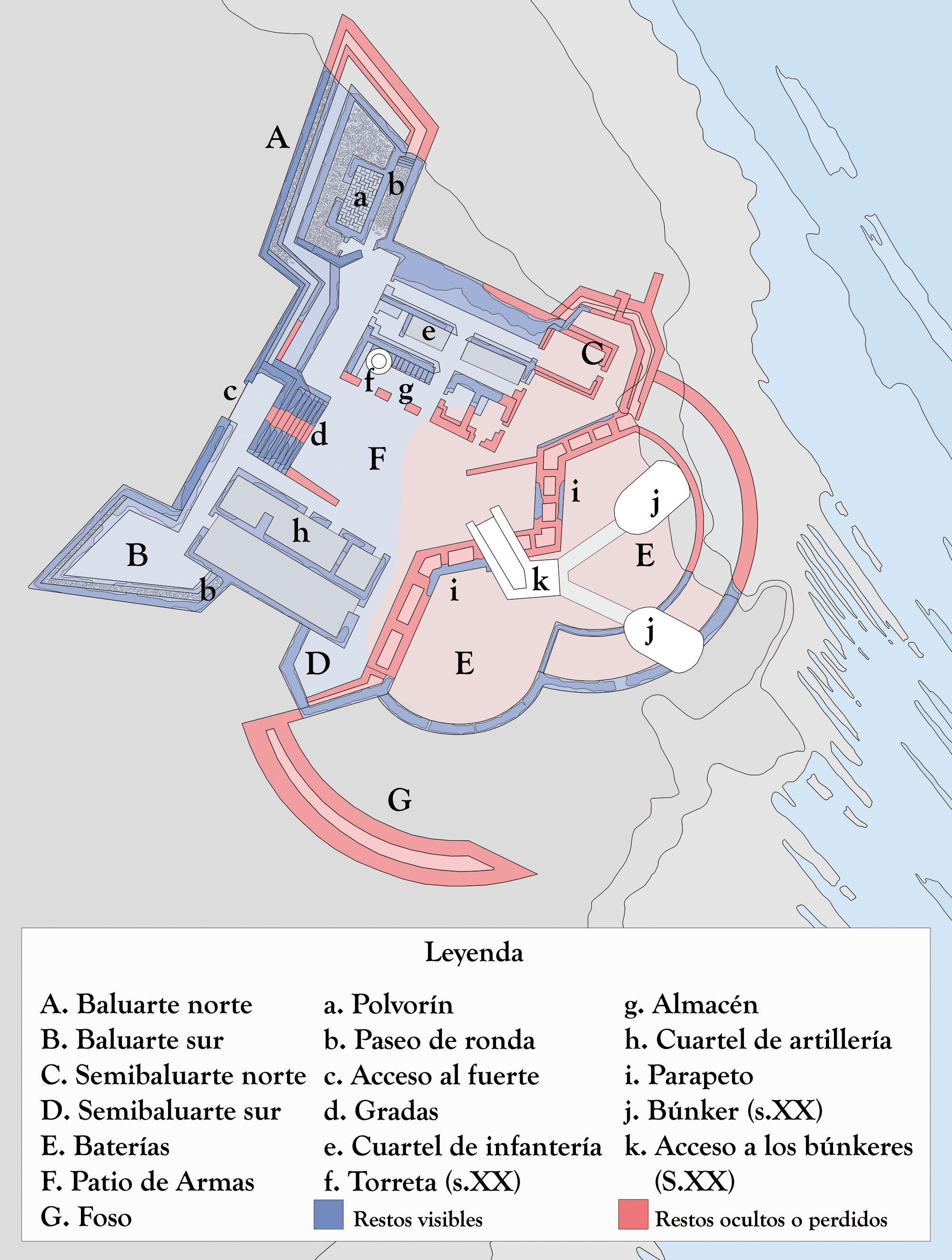
Plano del Fuerte de San García

El fuerte poseía completas instalaciones para la tropa establecida que en 1810 era de veinte hombres, oficial, cabo y Sargento además de los correspondientes artilleros. Tenía cuartel de infantería y de artillería con capacidad suficiente para la dotación y los posibles refuerzos en caso de guerra. El polvorín se encontraba en el interior del baluarte norte, protegido por una gruesa pared mientras que el almacén de armas se localizaba cerca de las dependencias de tal modo que es caso de necesidad era más accesible.
El conjunto se completaba con la presencia en cotas superiores de una torre almenara, la Torre de San García, construida durante entre 1585 y 1580 para la vigilancia de la costa, esta torre continuó con su función mientras estuvo en funcionamiento el fuerte llegando incluso a ampliarse para mejorar las comunicaciones con otras torres cercanas.

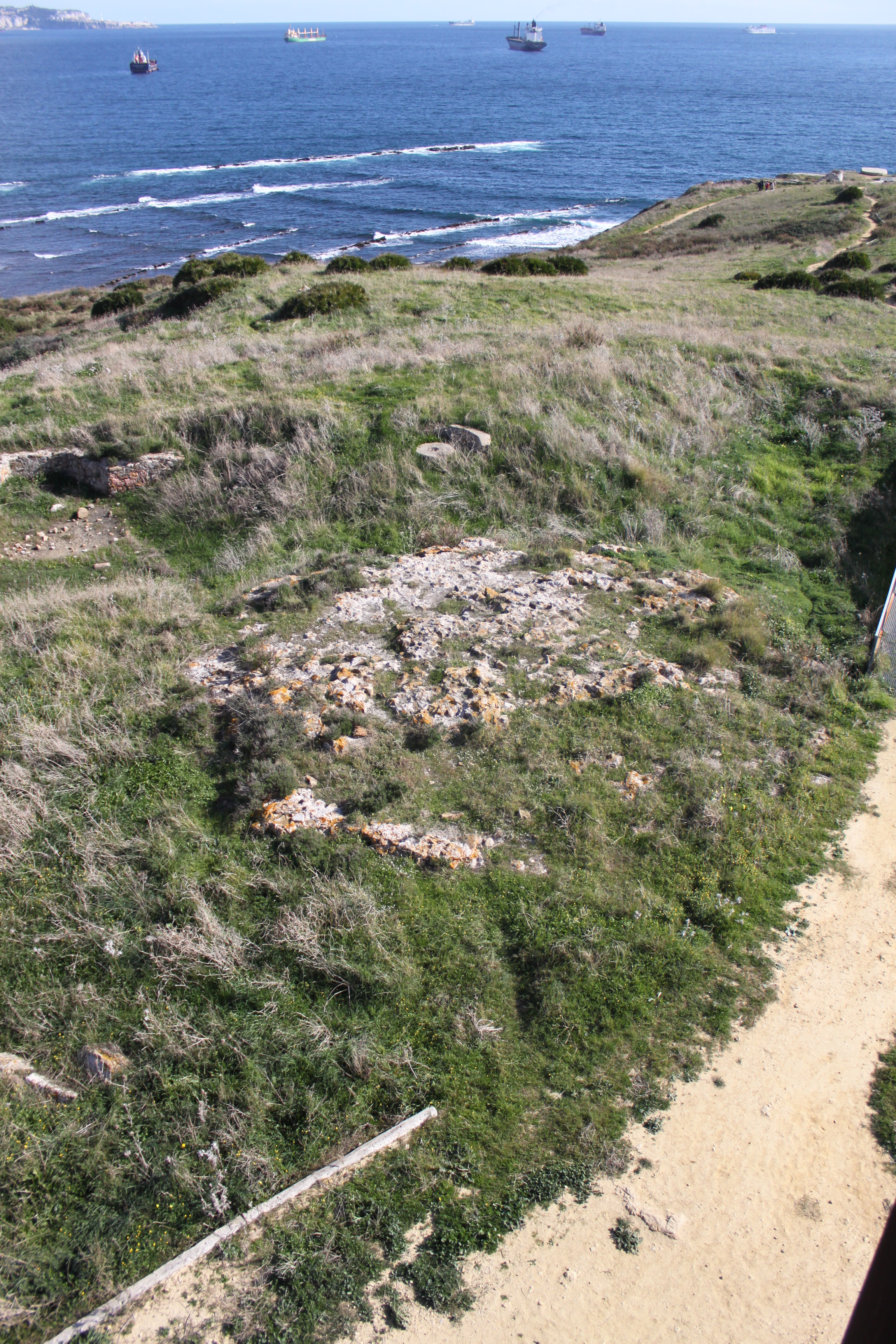
Restos de la antigua torre.

Las instalaciones fueron destruidas  en 1811 por el cuerpo de zapadores ingleses para evitar que cayese en manos francesas durante la Guerra de la Independencia.

## Restauración
Hoy día se conservan en el lugar los restos de varias estructuras del fuerte después de la excavación y restauración llevada a cabo en 2006 por parte de la Autoridad portuaria de la bahía de Algeciras dentro de las actuaciones realizadas durante el 100 aniversario de la creación de la Junta de Obras del puerto. es posible visitar el yacimientos y si bien hoy día apenas ninguna de sus murallas alcanza el metro de alzado todavía es posible observar toda la planta de fuerte; la torre sin embargo apenas es visible observándose apenas un esbozo de su planta.